# Melanonchora emphysema
Melanonchora emphysema är en svampdjursart som först beskrevs av Oswald Schmidt 1875.  Melanonchora emphysema ingår i släktet Melanonchora, och familjen Myxillidae. Arten är reproducerande i Sverige.